# Mariamman

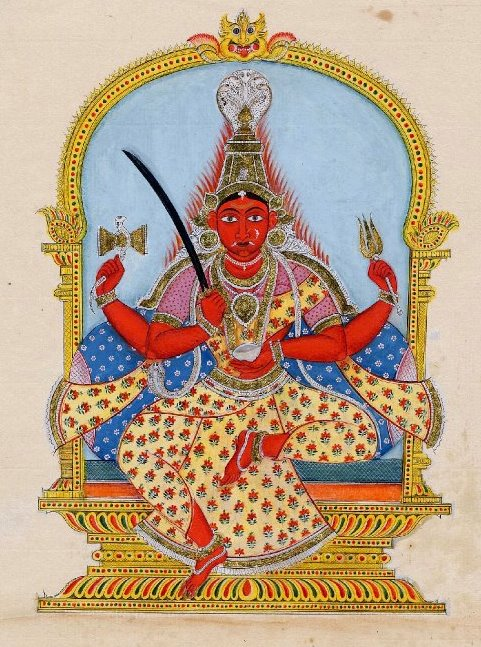
Mariamman

Mariamman, ofta kallad Amman (tamil: மாரியம்மன்), är en naturkrafternas och väderlekens gudinna ur den dravidiska folkreligionen (senare inkluderad i hinduismen), främst populär på landsbygden i södra Indien.
Hennes festivaler hålls under sensommar- och höstmånaden Ādi i Tamil Nadu och Deccan region; den största högtiden kallas Ādi Thiruviḻa. 
Tillbedjan fokuserar på att frambringa regn och bota sjukdomar så som kolera, smittkoppor och vattkoppor. 
Mariamman dyrkas i enlighet med lokala traditioner som Pidari och Gramadevatai. Hon betraktas som en beskyddare (kaval deivam) i byarna i södra Indien. Hon dyrkas i Karnataka under namnet Marikambe som en a manifestation av Adi-Parashakti eller Mahadevi.